# 후루사와촌 (아이치현)
후루사와촌(古沢村)은 일본 아이치현 아이치군에 설치되었던 촌이다. 현재의 나고야시 나카구·아쓰타구·미즈호구의 일부에 해당한다.